# Harold Rosson
Harold Rosson (* 6. April 1895 in New York City; † 6. September 1988 in Palm Beach, Florida) war ein US-amerikanischer Kameramann.
Rosson, der seit 1927 der American Society of Cinematographers, der Vereinigung der US-amerikanischen Kameraleute, angehörte, erscheint in den Credits zuweilen auch als Hal Rosson oder Harold G. Rosson, oder auch Harold Hal Rosson.

## Leben
Harold Rosson arbeitete zunächst als Nebendarsteller in den Vitagraph-Studios in Brooklyn, bevor er 1914 nach Hollywood ging, wo schon seine Brüder, die Regisseure Arthur und Richard Rosson und  seine Schwester, die Schauspielerin Helen Rosson, arbeiteten. Während der nächsten Jahre arbeitete Rosson in Los Angeles bei einem Wertpapierhändler und nur nebenbei als Hilfskraft bei den Metro Studios. Während dieser Zeit eignete er sich genügend Kenntnisse an, um  von Allan Dwan 1915 als Kameramann für David Harum engagiert zu werden, mit dem er bis zum Beginn der 1930er häufig zusammenarbeitete. Nach dem Eintritt der Vereinigten Staaten in den Ersten Weltkrieg wurde Rosson zur Armee eingezogen. Nach seiner Entlassung aus der Armee kehrte er nach Hollywood zurück.
Für seinen Bruder Arthur Rosson stand Harold Rosson bei Polly of the Storm Country 1920 und Garrison's Finish 1923 hinter der Kamera. In diesem Jahr arbeitete Rosson zum ersten Mal mit Regisseur Victor Fleming, für den er in den kommenden Jahren oft hinter der Kamera stand, bei Dark Secrets zusammen.
Gegen Ende der 1920er-Jahre arbeitete Harold Rosson als Kameramann unter anderen für Josef von Sternberg bei The Dragnet und The Docks of New York, und für Howard Hawks bei Trent’s Last Case 1929.
Zu Beginn der 1930er-Jahre wurde Rosson von Cecil B. DeMille für Madam Satan und The Squaw Man engagiert. Ein Jahr später, 1932, führte Rosson die Kamera bei Tarzan, der Affenmensch, dem ersten Tarzanfilm mit Johnny Weissmüller. Der Film entstand unter der Regie von W. S. Van Dyke.
Im Jahr 1933 entstand die Satire Sexbombe, von Regisseur Victor Fleming, mit Jean Harlow in der Hauptrolle. Im gleichen Jahr heirateten Rosson und Harlow. Rosson, der Harlows dritter Ehemann war, hatte mit der Schauspielerin zuvor bei Dschungel im Sturm und Feuerkopf zusammengearbeitet. 1935 wurde die Ehe geschieden. 1936 wurde Rosson als Kameramann von David O. Selznick für Der Garten Allahs, unter der Regie von Richard Boleslawski, verpflichtet. Für diese Arbeit, Rossons erstem Farbfilm, erhielt er 1938 einen Ehrenoscar.
In England führte Rosson 1936 die Kamera bei Der Mann, der die Welt verändern wollte, einer Produktion von Alexander Korda und an Wie es Euch gefällt , einer Verfilmung von William Shakespeares Komödie unter der Regie von Paul Czinner, mit Laurence Olivier als Orlando, war er als zweiter Kameramann beteiligt.
Für seine Kameraführung bei Regisseur Victor Flemings' Der Zauberer von Oz aus dem Jahr 1939, erhielt Rosson eine Oscarnominierung. Weitere Oscarnominierungen erhielt der Kameramann für Boom Town 1940, Dreißig Sekunden über Tokio, 1944 und John Hustons Asphalt-Dschungel, 1950, für den er gleichfalls für den Golden Globe Award nominiert wurde.
In den 1940er Jahren arbeitete Rosson als Kameramann unter anderen für King Vidors Drama An American Romance, 1944 und dem Western Duell in der Sonne, 1946. Für Fred Zinnemanns Komödie My Brother Talks to Horses, 1947,  stand Rosson ebenso hinter der Kamera, wie für Sam Woods Kriegsfilm Command Decision, 1948.
Während der 1950er-Jahre führte Rosson die Kamera unter anderen für John Hustons Die rote Tapferkeitsmedaille, 1951,  bei Du sollst mein Glücksstern sein von Gene Kelly und  bei Die Fahrten des Odysseus mit Kirk Douglas in der Hauptrolle. Für den 1956 entstandenen Film Böse Saat erhielt Rosson seine fünfte Oscarnominierung für die Beste Kamera. Nach Filmen wie Duell im Atlantik, 1957 und Der Zwiebelkopf, 1958, zog sich Rosson aus dem Filmgeschäft zurück.  
Für Lewis Allens Entscheidung um Mitternacht 1963 und Howard Hawks’ Western El Dorado 1967  kehrte Rosson noch einmal hinter die Kamera zurück.

## Filmografie
- 1915: David Harum
- 1917: Panthea
- 1923: Dark Secrets
- 1923: Zaza, das Mädel vom Varieté (Zaza)
- 1924: Eine namenlose Geschichte (The Story Without A Name)
- 1925: Ein Mädel von Klasse (Classified)
- 1927: Der Gentleman von Paris (A Gentleman of Paris)
- 1927: Rough House Rosie
- 1927: Wie Madame befehlen (Service for Ladies)
- 1928: Abie’s Irish Rose
- 1928: Gentlemen Prefer Blondes
- 1928: Die Docks von New York (The Docks of New York)
- 1928: Polizei (The Drag Net)
- 1928: Three Week-Ends
- 1930: Madam Satan
- 1930: Passion Flower
- 1930: This Mad World
- 1931: Vollblut (Sporting Blood)
- 1932: Are You Listening?
- 1932: Der schöne Karl (Downstairs)
- 1932: Feller Needs a Friend
- 1932: Kongo
- 1932: Feuerkopf (Red Headed Woman)
- 1932: Dschungel im Sturm (Red Dust)
- 1932: Tarzan, der Affenmensch (Tarzan, the Ape Man)
- 1932: When a Feller Needs a Friend
- 1933: Sexbombe (Bombshell)
- 1933: Die Hölle aus Stahl (Hell Below)
- 1933: Ganovenbraut (Hold Your Man)
- 1933: Penthouse
- 1933: Liebeslied der Wüste (The Barbarian)
- 1933: Turn Back the Clock
- 1934: The Cat and the Fiddle
- 1934: Die scharlachrote Blume (The Scarlet Pimpernel)
- 1934: Millionäre bevorzugt (The Girl from Missouri) durch Ray June ersetzt
- 1934: Die Schatzinsel (Treasure Island)
- 1935: Ein Gespenst geht nach Amerika (The Ghost Goes West)
- 1936: Wie es Euch gefällt (As You Like It)
- 1936: Der Garten Allahs (The Garden of Allah)
- 1936: Der Mann, der die Welt verändern wollte (The Man Who Could Work Miracles)
- 1937: Manuel (Captains Courageous)
- 1937: Finale in St. Petersburg (The Emperor’s Candlesticks)
- 1937: 1918, der Friede brach aus (They Gave Him a Gun)
- 1938: Der Lausbub aus Amerika (A Yank at Oxford)
- 1938: That Mothers Might Live (Kurzfilm)
- 1938: Zu heiß zum Anfassen (Too Hot to Handle)
- 1939: Der Zauberer von Oz (The Wizard of Oz)
- 1940: Der Draufgänger (Boom Town)
- 1940: Dr. Kildare: Die Heimkehr (Dr. Kildare Goes Home)
- 1940: Der große Edison (Edison, The Man)
- 1940: Der große Edison (Edison, The Man)
- 1940: Flight Command
- 1940: I Take This Woman
- 1941: Ein toller Bursche (Honky Tonk)
- 1941: Das sind Kerle (Men of Boys Town)
- 1941: The Penalty
- 1941: Washington Melodrama
- 1941: Der Tote lebt (Johnny Eager)
- 1942: Somewhere I’ll Find You
- 1942: Tennessee Johnson
- 1943: Slightly Dangerous
- 1944: An American Romance
- 1944: Dreißig Sekunden über Tokio (Thirty Seconds Over Tokyo)
- 1945: Between Two Women
- 1946: Duell in der Sonne (Duel in the Sun)
- 1946: My Brother Talks to Horses
- 1946: No Leave, No Love
- 1946: Three Wise Fools
- 1947: Liebe auf den zweiten Blick (Living in a Big Way)
- 1947: Der Windhund und die Lady (The Hucksters)
- 1948: Command Decision
- 1948: Dr. Johnsons Heimkehr (Homecoming)
- 1949: Hoher Einsatz (Any Number Can Play)
- 1949: Heut’ gehn wir bummeln (On the Town)
- 1949: The Stratton Story
- 1950: Asphalt-Dschungel (The Asphalt Jungle)
- 1950: Tod im Nacken (To Please a Lady)
- 1950: Ein charmanter Flegel (Key to the City)
- 1951: Die rote Tapferkeitsmedaille (The Red Badge of Courage)
- 1952: Mann gegen Mann (Lone Star)
- 1952: Die süße Falle (Love Is Better Than Ever)
- 1952: Du sollst mein Glücksstern sein (Singin’ in the Rain)
- 1953: Die Wasserprinzessin (Dangerous When Wet)
- 1953: Fotograf aus Liebe (I Love Melvin)
- 1953: Die Schauspielerin (The Actress)
- 1953: War es die große Liebe? (The Story of Three Loves)
- 1953: Theaterfieber (The Actress)
- 1954: Mambo
- 1954: Die Fahrten des Odysseus (Ulisse)
- 1955: Es geschah in einer Nacht (Pete Kelly's Blues)
- 1955: Aus dem Leben einer Ärztin (Strange Lady in Town)
- 1955: Böse Saat (The Bad Seed)
- 1956: Einst kommt die Stunde (Toward the Unknown)
- 1957: Duell im Atlantik (The Enemy Below)
- 1958: Blindgänger der Kompanie (No Time for Sergeants)
- 1958: Der Zwiebelkopf (Onionhead)
- 1963: Entscheidung um Mitternacht (Decision at Midnight)
- 1967: El Dorado